# Tamarixia akkumica
Tamarixia akkumica är en stekelart som först beskrevs av Kostjukov 1978.  Tamarixia akkumica ingår i släktet Tamarixia och familjen finglanssteklar. Inga underarter finns listade i Catalogue of Life.